# ديفيد مارتينيز (رجل أعمال)
ديفيد مارتينيز (بالإسبانية: David Martinez)‏ هو شخصية أعمال مكسيكي، ولد في 1957 في مونتيري في المكسيك.